# Socio-oncologie
 (août 2025).
Si vous disposez d'ouvrages ou d'articles de référence ou si vous connaissez des sites web de qualité traitant du thème abordé ici, merci de compléter l'article en donnant les références utiles à sa vérifiabilité et en les liant à la section « Notes et références ».
La socio-oncologie désigne un modèle innovant de recherche-action en travail social dans le domaine de la lutte contre les cancers . L'innovation tient de son applicabilité selon un continuum allant de la prévention à l'après-cancer. Elle constitue non une théorie mais un cadre d'application basé sur des repères académiques suffisamment robustes et structurants pour rendre possible l'émergence de pratiques nouvelles et opérer des changements. Le modèle ainsi pensé permet la mise en commun et la thésaurisation des expériences multiples, originales, mais aussi des difficultés rencontrées par les parties-prenantes. De ce fait, la socio-oncologie procède d'une démarche analytique partagée entre le secteur de la santé et celui du social. Elle s'appuie également sur une méthodologie de recherche qui combine l'acquisition de connaissances scientifiques théoriques et des actions transformatrices sur le terrain résultant du travail social contextualisé.  

## Étymologie et lexicologie
L'expression oncologie sociale est aussi employée en référence à la socio-oncologie. Le terme oncologie vient du grec onkos, signifiant «vrac» , «masse» ou «tumeur», et le suffise «-logie», signifiant «l'étude de». L'oncologie, ou carcinologie ou cancérologie, est la spécialité médicale d'étude, de diagnostic et de traitement des cancers. Le terme social renvoie généralement à l'idée de solidarité, de sociabilité et aux politiques sociales. Pour les sciences sociales, ce terme désigne la nature des phénomènes qu'elles étudient. La socio-oncologie se pose comme une expérience de rencontre académique et réflexive des deux champs disciplinaires que sont le travail social et l'oncologie. L’effet qui en résulte agit  positivement sur les déterminants sociaux de la santé pour lutter contre les cancers. De ce fait, l'oncologie sociale pose l'hypothèse qu'un travail social en proximité des lieux de vie et/ou d'expression des personnes pourrait influencer favorablement leur santé.

## Fondements et méthode
Les fondements théoriques de la socio-oncologie sont multidisciplinaires.  Les applications pratiques et cliniques qui en découlent contribuent à la production des connaissances sur l'effectivité du  travail social en transversalité des politiques publiques de lutte contre les cancers. La méthode proposée porte notamment sur le passage en revue des déterminants sociaux et comportementaux de la santé.  Elle permet d'identifier sur un territoire donné les mécanismes à l'origine des freins observés et proposer des actions pour les lever. La finalité est d'induire des changements afin de réduire l’incidence des cancers et leurs conséquences au sein de la population. La socio-oncologie reprend également les deux concepts élaborés par le Haut conseil du travail social (HCTS) :  l'intervention sociale d'aide à la personne (ISAP) et l'intervention sociale d'intérêt collectif (ISIC). L'ambition de sa démarche  est de prévenir les cancers évitables, permettre de guérir plus de malades, réduire les effets péjoratifs et les séquelles potentielles de la maladie. La pratique met principalement l'accent sur le service social appliqué à la cancérologie; l'accompagnement des personnes les plus vulnérables et éloignées du système de santé; la construction, la préservation ou la restauration du capital social; la réduction des inégalités sociales afin de garantir l'accès aux droits pour tous. Cela suppose la combinaison d'une analyse approfondie de l'existant, y compris dans le domaine médical, à une analyse réflexive. Les travailleurs sociaux deviennent ainsi des acteurs de la recherche-action. Une des hypothèses est que toute intervention doit, pour être efficiente, se concevoir et s'opérer en proximité directe des lieux de vie et/ou d'expression des bénéficiaires. Il s'agit d'un pré-requis qui se vérifie aussi bien sur un plan collectif qu'individuel. L'usager devient un acteur de sa santé. L'objectif est de favoriser le changement social pour que les progrès profitent à tous. Le modèle proposé touche plusieurs champs disciplinaires, dont la sociologie, l'anthropologie, la santé publique, l'économie ou encore l'épidémiologie sociale. Il permet en définitive de créer l'équilibre entre les causes des cancers et notre capacité d'y résister sur le plan social et sociétal.  

## Conception et développement
Le domaine de recherche exploré par la socio-oncologie procède d'une innovation. Sa conceptualisation pratique en France va bien au-delà de l'accompagnement psychosocial des malades du cancer et de leurs proches. La socio-oncologie ne se positionne pas comme étant uniquement une discipline socle des soins oncologiques de support. S'il est vrai qu'elle prend en compte cette dimension avec une méthodologie d'intervention spécialisée dans l'accompagnement social des patients et de leurs proches, elle ne s'en limite pas pour autant.
Elle se distingue des courants de recherche psychosociale dans le domaine de l'oncologie qui sont multiples et diversifiés à l'international notamment aux Etats-Unis et au Canada. Les premiers travaux de recherche à caractère psychosocial furent amorcés à la suite de la fondation du Memorial Sloan- Kettering à New York en 1950, alors que les milieux cliniques étaient au centre d’une vive controverse concernant la pertinence de révéler ou non le diagnostic et le pronostic aux malades, de même qu’aux membres de leur famille. L’influence des travaux d’Elisabeth Kubler-Ross (1969) fut déterminante dans ce débat. Celle-ci a largement insisté sur la nécessité d’établir une communication ouverte avec le malade et ses proches en favorisant l’expression des peurs et du vécu par rapport à la mort. C’est à ce moment que se sont esquissés les premiers jalons de ce qu’il est convenu d’appeler le concept de l’accompagnement des personnes mourantes et de leurs proches en contexte de soins palliatifs. Il s'agit bien d'une recherche à caractère pluridisciplinaire s'appuyant essentiellement sur le service social, mais également la psychiatrie, la psychologie et les champs disciplinaires du soins.
La socio-oncologie se définit comme une compétence additionnelle du travail social, plus spécifiquement du service social dont le but est de soutenir les politiques publiques de lutte contre les cancers. Les champs d'application de la socio-oncologie s'étendent de la prévention à l'après-cancer. 
C'est l'ingénieur social français Guy-Albert Rufin-Duhamel qui conceptualise et propose ce modèle comme dispositif innovant en 2012. Sous son impulsion, le développement pratique et empirique de la socio-oncologie va progressivement s'opérer jusqu'à la finalisation d'un référentiel de formation en 2017. La socio-oncologie est désormais admise comme un accélérateur de performance pour les politiques publiques de lutte contre les cancers en France avec un cadre spécifique de recherche basé sur l'observation, l'expérience et l'expérimentation. Ce modèle s'appuie aussi sur les travaux de Jacques Parisot, médecin français, considéré comme l'un des initiateurs de l'action sanitaire et sociale telle qu'on la conçoit aujourd'hui. L'observation en socio-oncologie est le constat des phénomènes de société ayant une relation avec l'avènement des cancers et leurs effets délétères aussi bien sur l'individu que sur le corps social. L'observation dans ce domaine implique toujours une forme d'activité. Il est procédé à l'examen et à la mesure des faits. L'observation en socio-oncologie impose la maîtrise d'instruments spécialisés empruntés aux sciences humaines et sociales (SHS) mais également à la santé publique, voire plus généralement la médecine. Dans son acception la plus large, l'expérience désigne ce qui nous arrive, ce qui s'impose à nous selon les hasards de l'existence. En socio-oncologie, le recours à l'expérience est délibéré. L'expérimentation consiste à modifier les conditions de la manifestation d'un phénomène qu'on veut étudier.   
Ces interprétations, comme d'ailleurs l'ordinaire présentation en trois temps de la méthode expérimentale – observation, hypothèse, expérimentation –, reconduisent des choix et subordonnent sa réflexivité à une approche clinique discursive. Il importe, pour cerner cette notion d'expérience, d'examiner la pratique du travail social dans son contexte d'expression.
Les travaux de Guy-Albert Rufin-Duhamel ont ainsi permis de structurer la démarche en oncologie sociale dans une dynamique de transformation des paradigmes du travail social réflexif. Il suggère que l'oncologie sociale fasse désormais partie des nouveaux métiers de la cancérologie en tant que métiers de l'humain et de la santé sociale. Dès lors, la posture professionnel du socio-oncologue est celle d'un praticien-chercheur. 
A l'instar de la psycho-oncologie, la socio-oncologie aurait par conséquent vocation à devenir une discipline de recherche avec notamment la création d'organisations et de revues scientifiques. Depuis la parution du référentiel de formation en socio-oncologie en 2018, plusieurs groupes de travail se sont constitués sur un plan académique pour structurer la démarche et renforcer ses objectifs. Le groupement d'intérêt public plateforme régionale d'oncologie de Martinique (GIP PROM), organisme public d'expertise en cancérologie, assure la coordination générale du projet d'oncologie sociale sur l'ensemble du territoire national.

## Référentiel de formation
En 2017, après plus de cinq années de concertation, le groupement d'intérêt public - plateforme régionale d'oncologie de Martinique, valide le référentiel de formation des assistants de service social à la démarche d'oncologie sociale. Cette validation fait l'objet d'une annonce officielle dans le 4ème rapport adressé au président de la République, l’Institut national du cancer, responsable du pilotage du Plan cancer 2014-2019 pour le compte des ministres chargés de la santé et de la recherche. Il en ressort que le référentiel de formation en socio-oncologie a une portée nationale. 
Il s'agit d'une formation individualisée. Aussi, elle prend en compte la singularité de l'apprenant : ses besoins, son parcours, son expérience, ses acquis, ses contraintes, ses ressources, ses capacités d'auto-direction et ses stratégies professionnelles. Il s'agit d'une formation construite à plusieurs, négociée entre une université ou un centre de formation habilité, un candidat à la compétence, des coordonnateurs professionnels (dont des enseignants chercheurs). Le candidat à la formation s'inscrit dès le départ dans une perspective de conquête de l'autonomie et de construction identitaire. 
Les exigences académiques de la formation sont de niveau master. 

## La démarche interventionnelle
La socio-oncologie interroge l'ensemble des relations entre le travail social et le cancer. Elle donne un cadre de praticité clinique à la réduction des inégalités sociales face aux cancers. Le socio-oncologue s'intéresse aux facteurs sociaux qui augmenteraint les risques de cancer dans le territoire où il est amené à intervenir. Il doit pouvoir proposer des stratégies et actions de prévention primaires, secondaires et tertiaires. Il favorise l'accès à une alimentation saine et variée, à l'activité physique comme à la prise en compte des risques professionnels et environnementaux. Il est force de proposition auprès des décideurs et des acteurs du territoire. Sa démarche prend en compte les éléments de contexte comme la précarité, l'illettrisme, les tensions sociales, identitaires, culturelles et politiques. La pratique de terrain fait du socio-oncologue un médiateur qui agit aussi bien en prévention et de remédiation dans différents domaines : le renoncement aux soins, les difficultés professionnelles pendant la maladie, le retour à l'emploi après la maladie, le maintien du lien social et familial, la conservation du pouvoir d'achat et l'accompagnement économique. L'originalité est de pouvoir agir sur tous les segments possibles. La démarche vise aussi à favoriser l'accès aux dépistages et au diagnostic précoce. Le socio-oncologue peut aussi jouer un rôle dans le repérage des fragilités sociales lors de l'annonce du diagnostic. Il est parfaitement apte à suivre les parcours des usagers de soins afin d'anticiper éventuellement  les ruptures et préserver les intérêts sociaux. Ce champ de compétences fait du socio-oncologue un acteur incontournable en matière de soins oncologiques de support. Il intervient également lors de la survenu d'un cancer chez l'enfant, l'adolescent et le jeune adulte afin d'accompagner sur le plan social le parcours souvent long et éprouvant. C'est aussi le cas chez la personne âgée et les usagers de soins qui présentent des fragilités du fait de l'âge, d'un handicap ou d'un besoin particulier. Le socio-oncologue est un spécialiste des démarches sociales pendant et après une maladie cancéreuse.
Les multiples rôles du socio-oncologue lui permettent  d'exercer dans des institutions aussi bien publiques que privées (dispositifs spécifiques régionaux du cancer, établissements de santé, collectivités territoriales, associations, mutuelles,...). Un socio-oncologue peut également s'inscrire comme consultant à titre de travailleur indépendant.
Les observations et les découvertes de l'oncologie sociale pourraient s'appliquer à d'autres domaines de la santé comme les maladies chroniques non transmissibles.
Le domaine de la socio-oncologie est large , il prend en compte :  la prévention, le dépistage, le diagnostic précoce, l'annonce de la maladie, les traitements, la vie pendant et après un cancer. Le socio-oncologue étudie tous les facteurs sociaux pouvant être à l'origine d'un cancer, de son aggravation ou de séquelles majeurs. Il s'intéresse également à la vie pendant et après la maladie pour le patient et ses proches. Les interventions peuvent aussi porter sur des problèmes tels les conflits familiaux, la pauvreté, l'isolement, l'alcoolisme, etc.
La démarche en socio-oncologie requiert, en plus des outils du travail social, des outils pour améliorer les politiques de santé publique fondées sur des preuves avérées. Le socio-oncologue construit dès le début de sa formation sa valise outils qu'il perfectionnera tout le long de sa pratique. Il est fortement encouragé à partager son expérience notamment au moyen de publications.
Le travail sur les déterminants de santé est un des fondements de la démarche en socio-oncologie. Toute action doit prendre en compte le revenu et le statut social, l'emploi et les conditions de travail, l'éducation, les expériences vécues pendant l'enfance, l'environnement physique, le soutien social et la capacité d'adaptation, les comportements sains, l'accès aux services de santé, la biologie et le patrimoine génétique, le genre, la culture, les aspects identitaires et culturels.
Les déterminants sociaux de la santé englobent des facteurs sociaux et économiques particuliers des déterminants généraux de la santé. Ces facteurs sont associés à la place de l'individu dans la société, que ce soit en fonction du revenu, de l'éducation ou de l'emploi. L'expérience de discrimination ou de racisme ou d'un traumatisme historique est un important déterminant social de la santé pour certains groupes comme les peuples autochtones, la communauté LGBTQ et les communautés noires.